# Сантісук Інтхавонг
Сантісук Інтхавонг (2 вересня 1999) — лаоський плавець.
Учасник Олімпійських Ігор 2016 року.